# 圣瑟法斯圣殿
圣瑟法斯圣殿是马斯特里赫特的著名教堂，建于圣瑟法斯墓上。

## 创建与重建
马斯特里赫特的居民在圣瑟法斯墓上建造了一个小型的木制教堂。到550年，主教Monulfus和Gondulfus将这个简陋的小教堂改为石头教堂。这教堂被自豪地称为'Magnum Templum'（拉丁文：大神殿）。 
新教堂建成于750年左右。这教堂有一些伟大的赞助者，如查理·马特和查理曼。在732年，在纪念圣瑟法斯去世时，查理·马特击败了纳博讷附近的摩尔人。马特将他的胜利归功于圣瑟法斯并建立该教堂以表感激。据信维京人在881年摧毁这个教堂。 
公元1000年前后，Dean Geldulfus将教堂重建为一个合规矩的朝圣者的教堂，附带圣瑟法斯墓周围的地道。1039年，皇帝亨利三世在位期间（1039年－1056年），十二位主教为这座新的教堂举行了落成典礼。 
这个教堂仅仅获得了极短的寿命。Geldulfus的继任者，Dean Humbertus建了一个新的教堂，看起来更像是个罗马长方形会堂。

## 咏祷司铎班

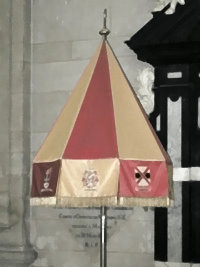
荷兰马斯特里赫特圣瑟法斯圣殿的宗座华盖

从约750到1798年，圣瑟法斯教堂是一个拥有大量神职人员的教堂。在圣瑟法斯墓上面重复神圣的礼拜仪式是他们的责任。他们还照顾朝圣者的需要。为了以最好的方式完成自己的任务，这些神职人员组成了一个小区。虽然最初他们实际上过着一种小区生活，他们还是在1232年前后搬进了围绕教堂的单独的房子。从历史上的这一刻起，这些神职人员称自己是Canons（咏祷司铎）。同时，他们组成了一个Chapter（咏祷司铎班）。 
Chapter是一个教会的、政治的、经济的和文化的力量的中心。这是一个自由领域。这意味着它是直辖于皇帝的权力之下，并在马斯特里赫特城中形成了一个小型的独立国家。 
Chapter中的一个重要的显位就是总铎（Dean）。总铎代表了Chapter外面的世界。他支配着教堂、修道院、公共街道和广场的秩序。其他咏祷司铎每个都有自己的任务： 'Scholaster'负责教育和监督Chapter的学校;'Cantor'负责教堂音乐和举办弥撒合唱；'Camerarius'和首席财务负责财务管理和建筑物；'Custos'看护财物库。除了神职人员，大约250名俗人为chapter服务。 
除了为Canons和朝圣者举行的弥撒外，堂区会议也在西楼举行。一段时间后，有人认为堂区弥撒和chapter弥撒不能再在同一幢建筑物里举行。为朝圣者举行的弥撒数目以及不断增加的教区活动的数目给建立一个独立的教区教堂提供了理由。 
教区教堂在约1200年时建立于圣瑟法斯教堂的自有街道中-它自己的管辖范围之内。这就是为什么教区教堂如此接近Chapter教堂。该教堂是专门献给圣若翰洗者，一位在中世纪十分流行的圣者，非常适合担任教区教堂的主保，在那里洗礼将是最重要的事件之一。此外，圣瑟法斯自己是圣若翰洗者的远房亲戚。圣若翰教堂作为教区教堂一直用到1633年。当马斯特里赫特落入三级会议(Estates General)手中后，教堂被新教会众占有。 
法国大革命后法国军队于1798年的占领标志着Chapter的结束。神父和神职人员遭到迫害、逮捕和驱逐出境。这尤其影响了那些拒绝宣誓效忠法兰西共和国的人，宣誓中包括宣誓声明永久仇恨君主立宪制。在法国占领期间，圣瑟法斯教堂被用于军事目的。在此之后，教堂逐渐恢复它以前的辉煌，直到它可以说恢复了其作为一个教区教堂和马斯特里赫特城的主要教堂的功能。

## 教堂的修复
教堂在19世纪和20世纪被修复。最后一次全面修复正式开始于1981年6月27日，完成于1993年中旬。修复由圣瑟法斯教堂修复基金会筹划和推进。为表彰其贡献，该基金会被授予马斯特里赫特城'Monumentenprijs '（古迹奖）。
修复花费了5000万荷兰盾（约€23,000,000），其中700.0万荷兰盾（约€3,200,000)必须由该基金会本身提供。其余的款项由国家、林堡省、马斯特里赫特市以及其他官方机构补贴。许多个人也做出了贡献。在每年举行的'Preuvenemint'(马斯特里赫特美食节)中，一大笔钱被攒起来。现在工作可以开始做了。对于马斯特里赫特来说，一个宝贵的古迹已被拯救——从宗教，文化，历史和情感的角度看。教堂再次处于它全部的最初的礼拜仪式的辉煌和荣耀之中。 

## 教宗来访
在1985年5月14日，圣瑟法斯日的一天之后，教宗若望·保禄二世访问了圣瑟法斯教堂。访问期间，教宗宣布已经将该教堂升级为宗座圣殿（Basilica）。

## 王子伉俪造访
最近圣瑟法斯教堂历史上的大事是威廉-亚历山大·克劳斯·乔治·费迪南德王子和他的未婚妻马克西玛·索雷吉耶塔（Máxima Zorreguieta）小姐的造访。 2001年10月，他们参观了教堂以作为Máxima的荷兰体验之旅的一部分。

## 图片集

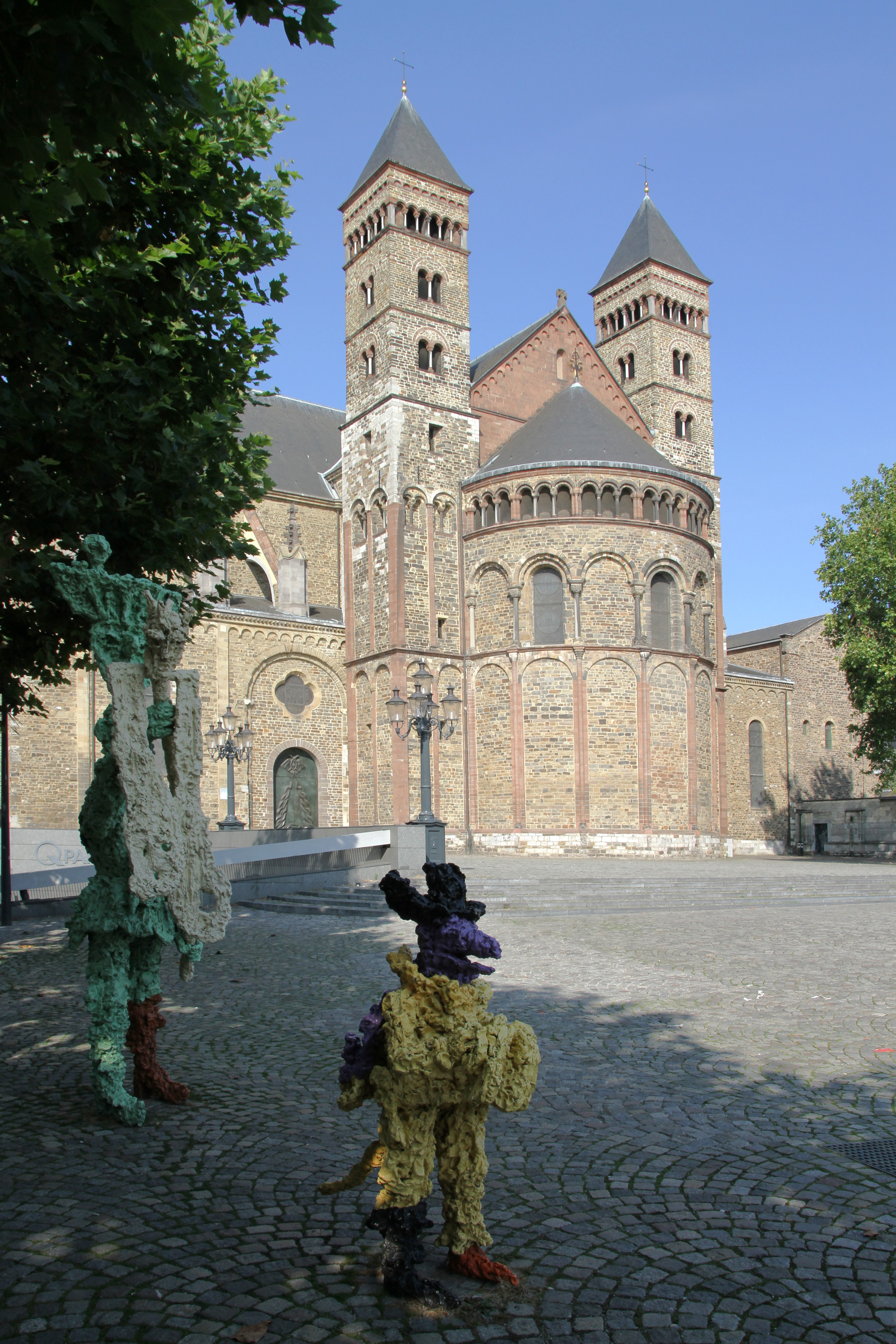
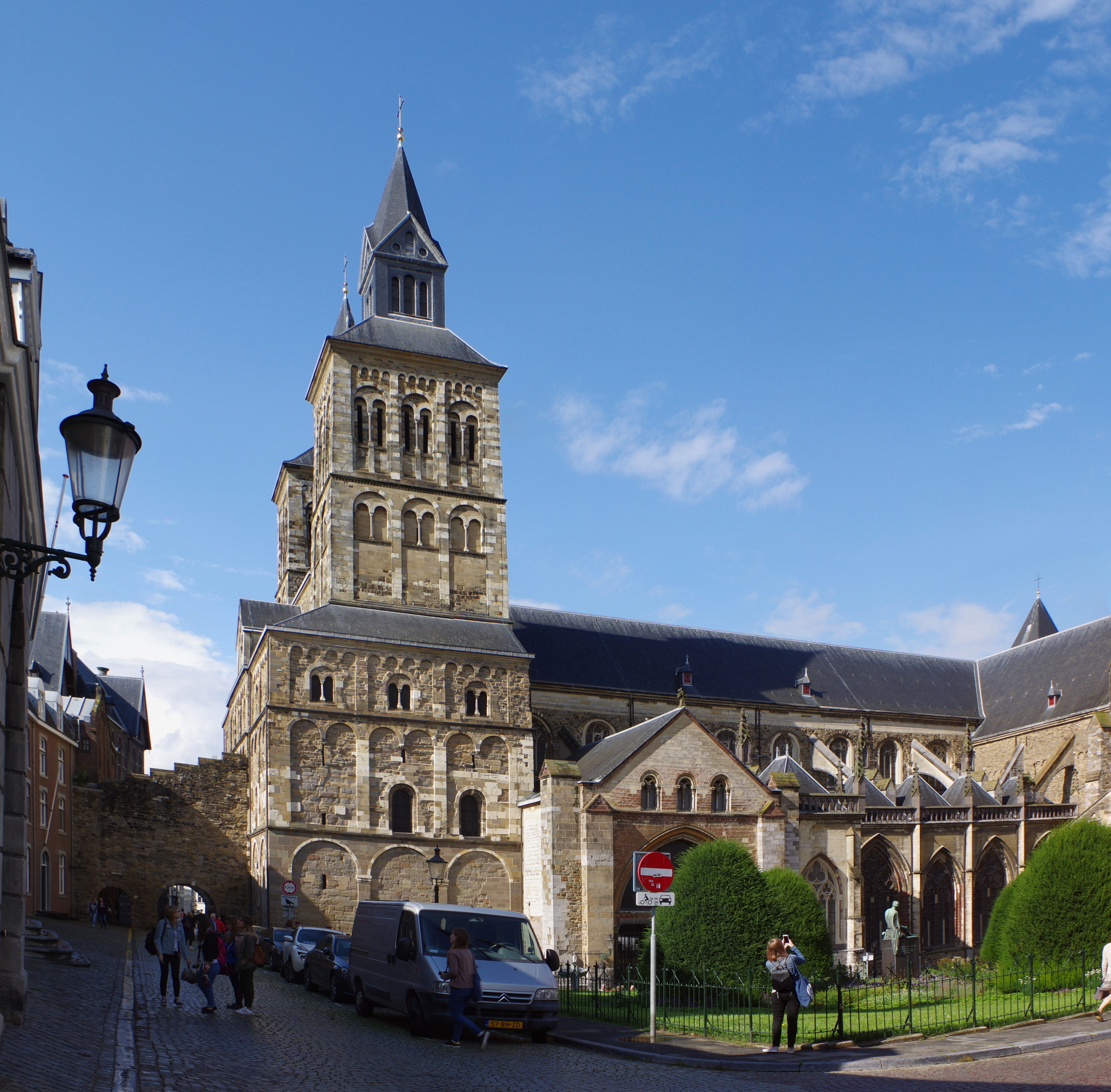
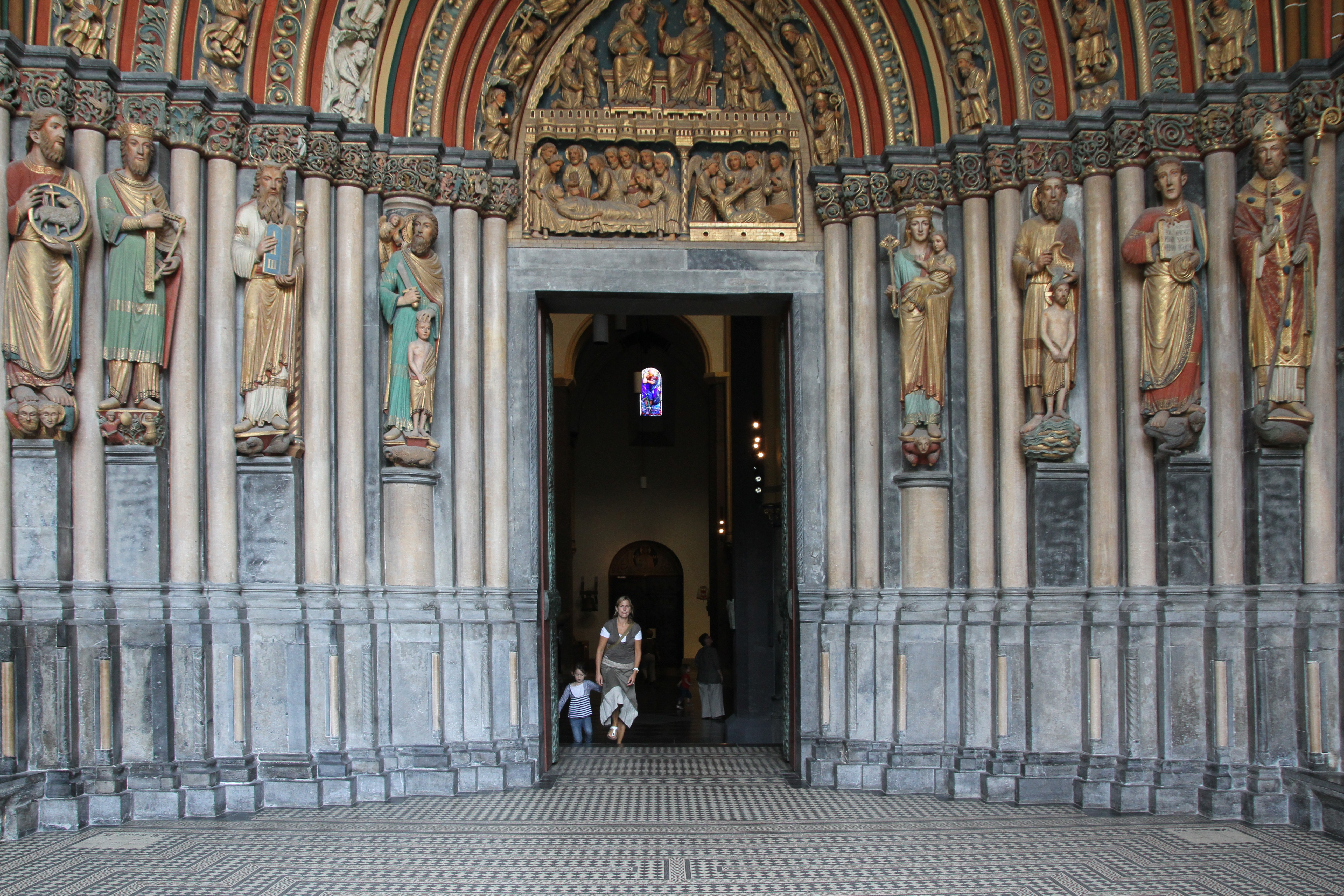
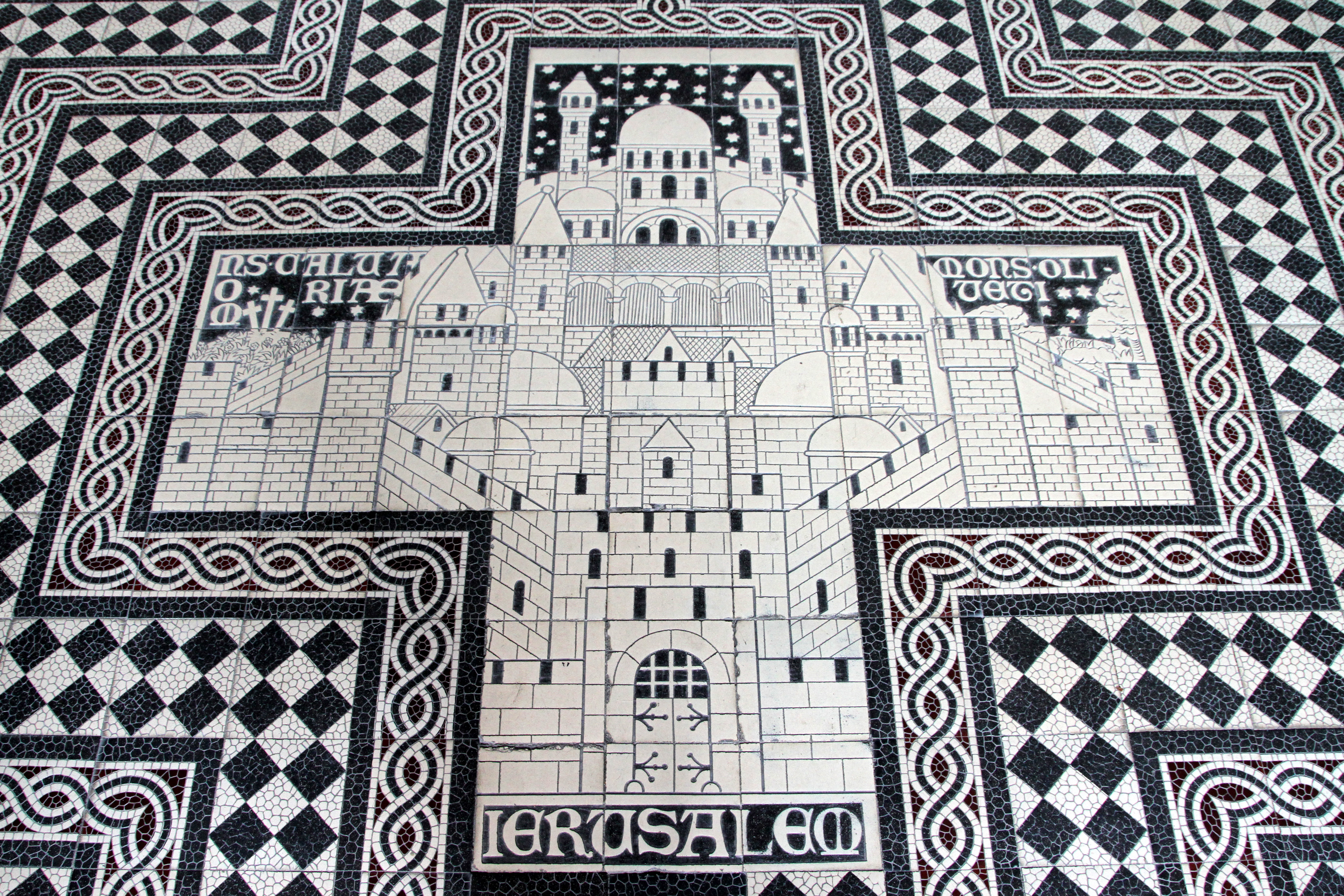
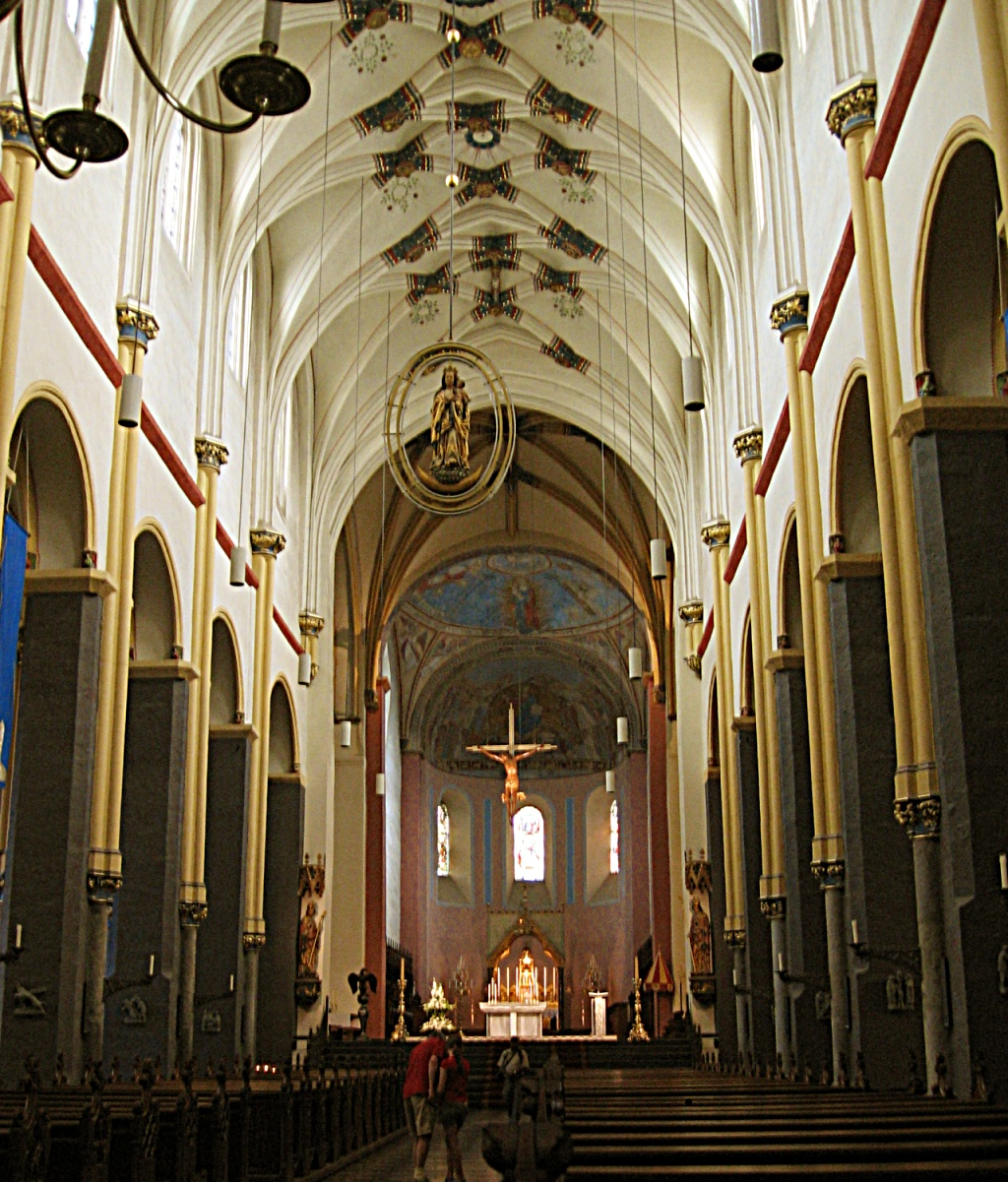
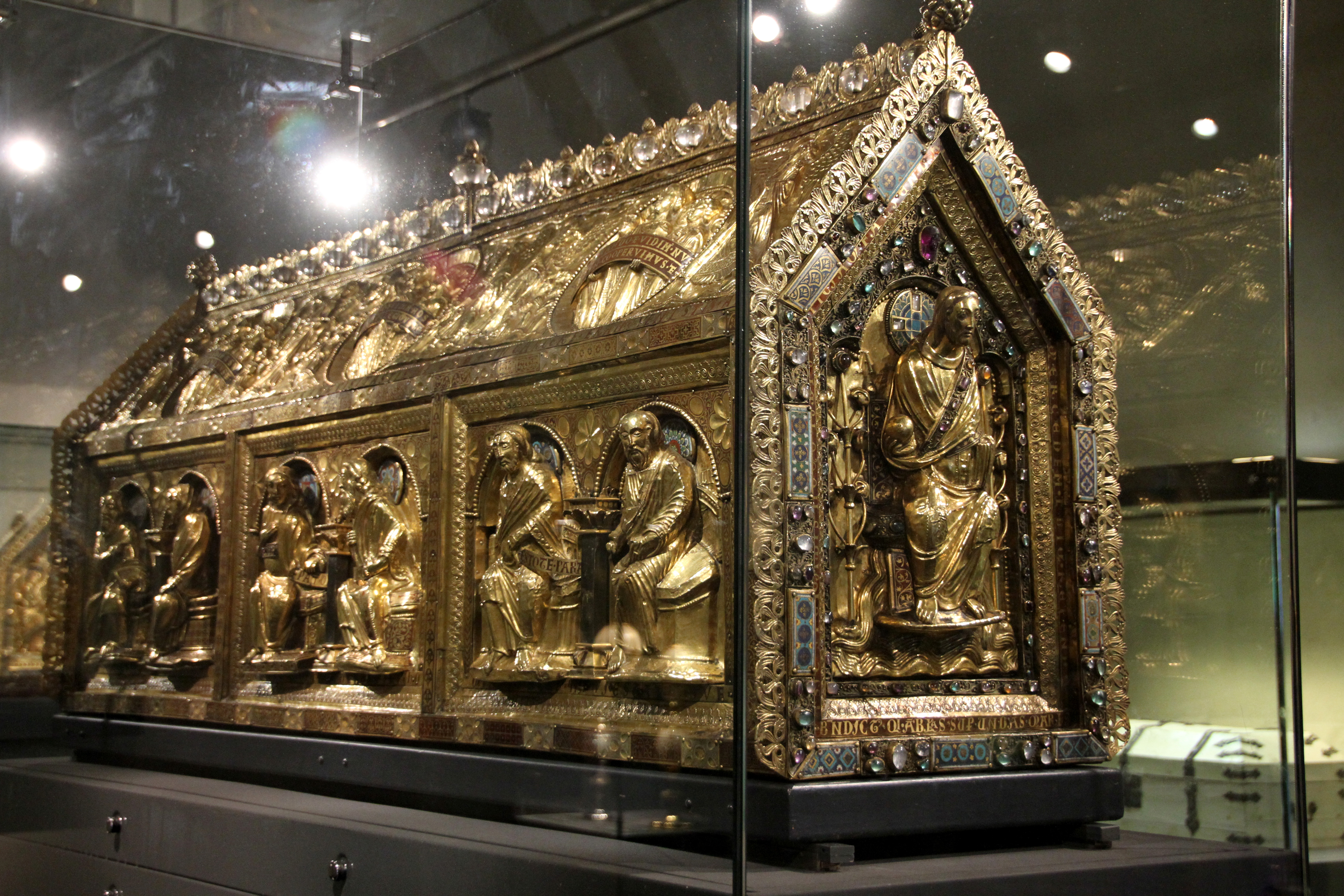